# 二硫代荧光素
二硫代荧光素（英語：dithiofluorescein），也可称为巯基荧光素（英語：thiofluorescein）是一种有机化合物，在分析化学中常用作络合指示剂。本身为蓝色，与二价汞离子（Hg2+）会生成无色的络合物，因此可用在2-(羟基汞基)苯甲酸或2-(羟基汞基)苯甲酸钠滴定硫醇中充当终点指示剂。二硫代荧光素能通过聚合物固定到光纤上，用于开发硫离子（S2-）液流检测器。不像荧光素和荧烷类染料分子中苯环取代基为羟基，二硫代荧光素分子中苯环取代基为巯基，不具备荧光性质。